# Wahlpartei der Parteilosen
Die Wahlpartei der Parteilosen, die sich unter dem vollen Namen „Freie steirische Wahlpartei der Parteilosen gegen Parteiprotektion, steuerliche Überlastung sowie nationale Zersplitterung“ gegründet hatte, war eine Gruppierung, die sich in den 1950er Jahren von der FPÖ abgespalten hatte. Die Wahlpartei der Parteilosen nahm 1957 bzw. 1961 erfolglos an den Landtagswahlen in der Steiermark teil.
Die Wahlpartei der Parteilosen war aus dem „Block der Parteilosen“ hervorgegangen, die von Friedrich Janiba gegründet worden war. Dieser Gruppierung schlossen sich in der Folge der ehemalige steirische FPÖ-Landtagsabgeordnete Viktor Strohmeier, Anhänger des früheren VdU-Abgeordneten bzw. FSÖ-Aktivisten Fritz Stüber sowie parteifreie, steirische Gewerkschafter an. In der Folge übernahm die Gruppe um Strohmeier die Partei und verpassten der Partei eine betonte nationale Ausrichtung. Strohmeier begründete dabei seinen Austritt aus der FPÖ-Steiermark mit den Führungs- und Mandatstreitigkeiten innerhalb der Partei. 
Strohmeier führte die Gruppierung als Spitzenkandidat in die Landtagswahl 1957, scheiterte jedoch mit 0,4 % klar am Einzug in den Landtag. Auch die verbliebene Gruppierung, die an der Landtagswahl 1961 als „Wahlpartei der Unabhängigen“ (WDU) teilnahm, konnte lediglich 0,08 % für sich verbuchen.